# Veliki Gradac
Veliki Gradac is een plaats in de gemeente Glina in de Kroatische provincie Sisak-Moslavina. De plaats telt 123 inwoners (2001).